# Tommaso Pendola
Tommaso Pendola (* 22. Juni 1800 in Genua; † 12. Februar 1883 in Siena) war ein italienischer Priester und Pädagoge, der vor allem für seine Arbeit als Gehörlosenpädagoge bekannt war.

## Biographie

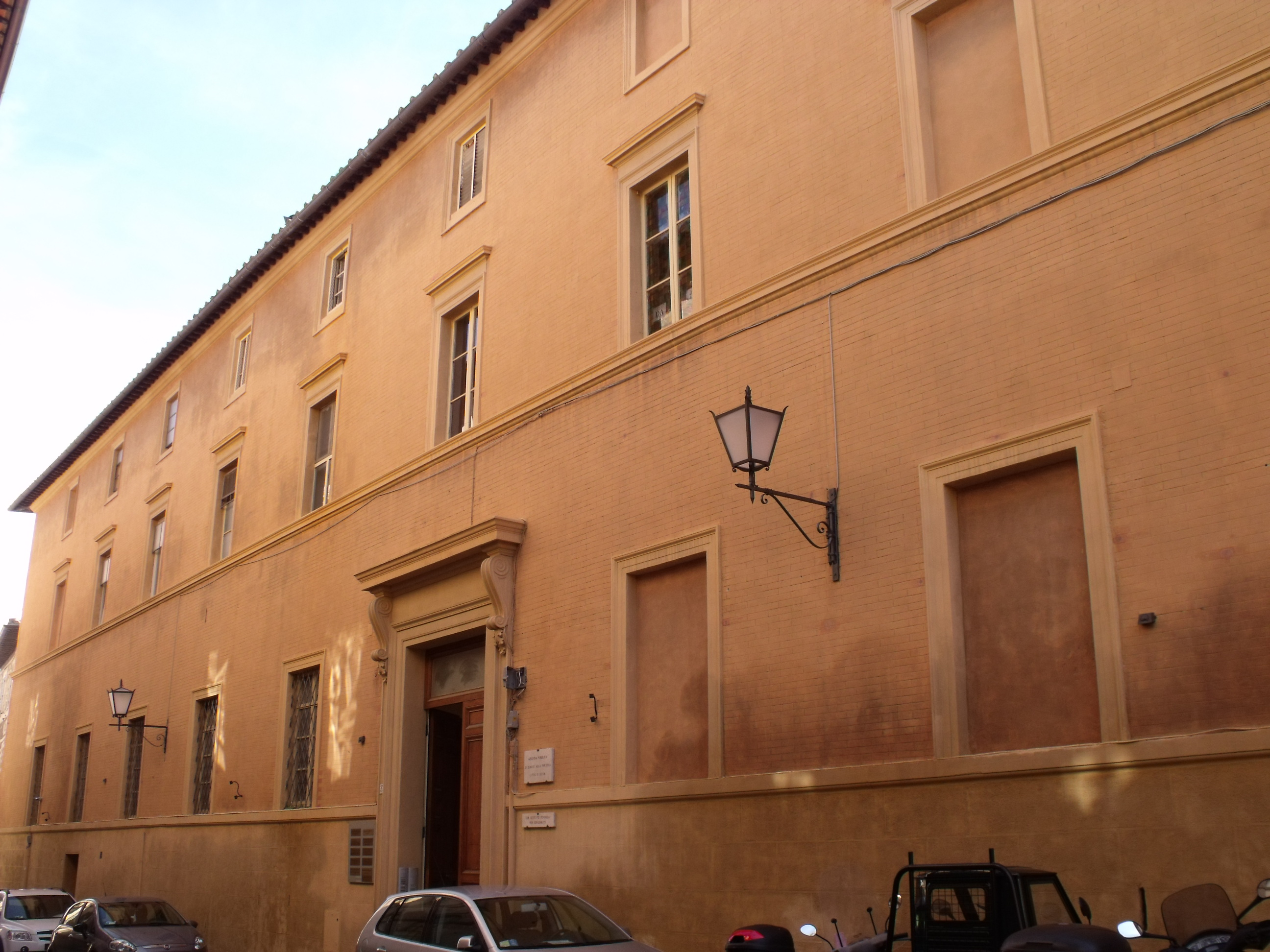
Istituto di Tommaso Pendola, Via Tommaso Pendola in Siena

Pendola, gebürtiger Genueser, wurde als zweiter von drei Brüdern geboren. Seine Eltern waren Giuseppe und Ilaria Pendola (geborene Valle). Er begann seine kirchliche Laufbahn im Alter von 16 Jahren und trat dem Florentiner Ordensinstitut der Piaristen, besser bekannt als Scolopi, bei. In Florenz widmete er sich dem Studium der Theologie, Philosophie, Mathematik und Astronomie. Bereits fünf Jahre später (1821) zog Pendola nach Siena und begann, am Collegio Tolomei Mathematik und Philosophie zu unterrichten.

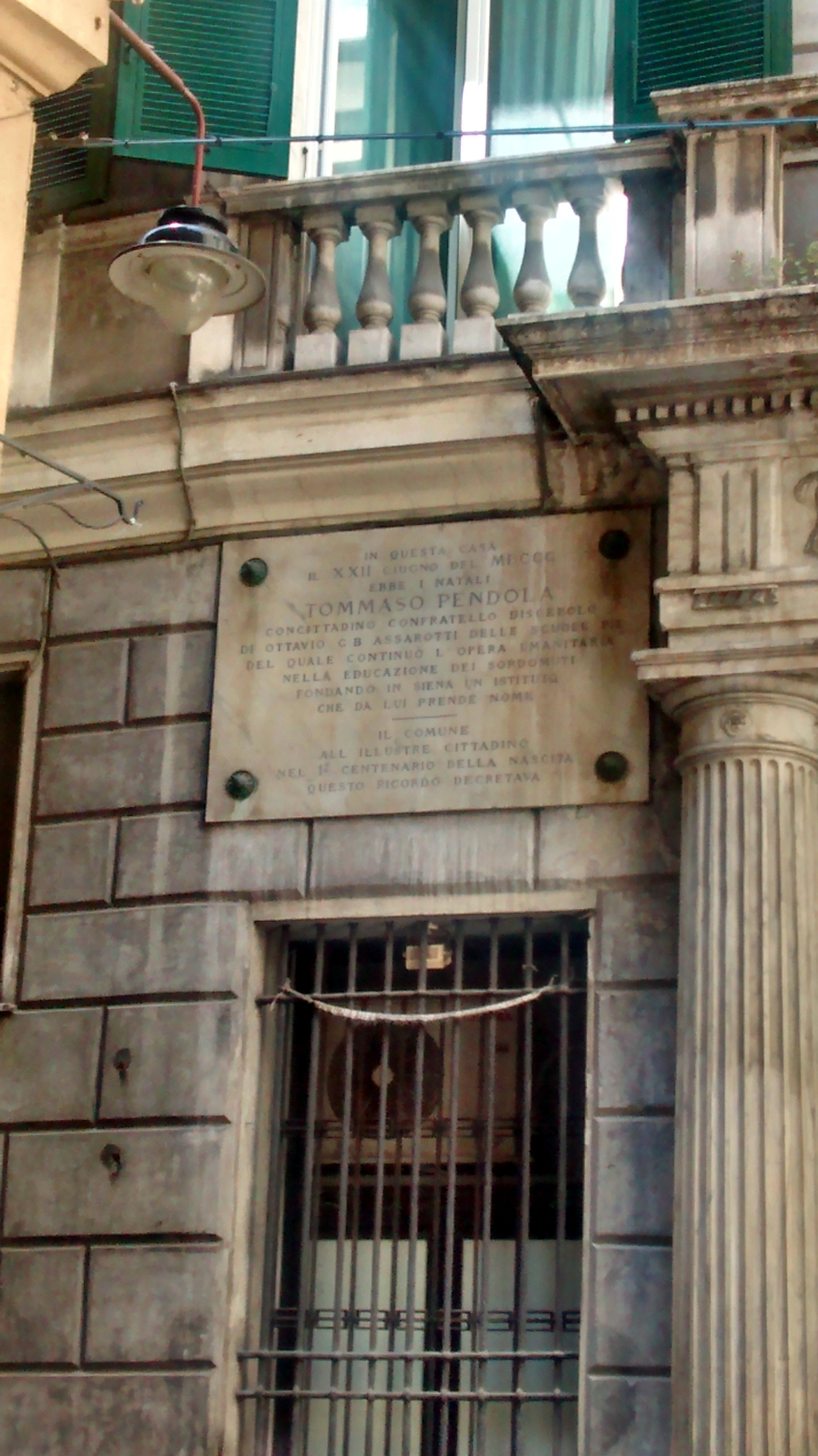
Gedenktafel zum 100. Geburtstag von Tommaso Pendola, angebracht auf der Piazza Cinque Lampadi in Genua

In Siena widmete er sich fast ausschließlich der Betreuung und Ausbildung Gehörloser. Pendola war schockiert über die schlechte Ausbildung einiger derjenigen, die sich häufig im Bereich des Colleges aufhielten, und beschloss, sein Studium auf die Gehörlosenkultur auszurichten. Er studierte die Schriften des Pariser Abtes Roch-Ambroise Cucurron Sicard und traf seinen Mitmönch Ottavio Assarotti, der in Genua Gehörlose betreute und unterrichtete. Im Jahr 1828 gründete er in Siena das Istituto Reale Toscano per Sordomuti, aus dem drei Jahre später dank der finanziellen Unterstützung Leopolds II von der Toskana das Convitto reale toscano per sordomuti entstand. Das Institut nahm gehörlose Menschen aus der gesamten Toskana und den umliegenden Gebieten (die meisten von ihnen lebten in einer wirtschaftlich und sozial schwierigen Lage) auf, bildete sie aus und unterrichtete sie kostenlos. Ein weiteres Ziel war es, Gehörlosen eine adäquate Berufsausbildung zu bieten, um ihnen den Einstieg in die Arbeitswelt zu ermöglichen.
Im Jahr 1844 änderte das Institut seinen Namen in Regio Istituto Toscano per sordomuti (nach Pendolas Tod wurde es zum Regio Istituto Pendola per Sordomuti in Siena).
Pendola widmete sich ganz der Entwicklung des Instituts und lehrte gleichzeitig am Convitto Tolomei, dessen Rektor er 1839 wurde. Darüber hinaus lehrte er Rechtsphilosophie an der Universität Siena und wurde auch zum Rektor der Universität ernannt. Dieses Amt bekleidete er von 1860 bis zum 19. Oktober 1865.
Ab 1871 übernahm er die mündliche Methode, mit der Abt Serafino Balestra experimentiert hatte, und organisierte 1873 in Siena den ersten Congresso internazionale sull’educazione dei sordomuti di Siena. Nach Abschluss der Arbeiten wurde die Gültigkeit der von Pendola angewandten Methode anerkannt und dies auch auf dem Mailänder Kongress im Jahr 1880 bestätigt. In den gleichen Jahren (1873) gründete Pendola auch die Zeitung L’educazione dei sordomuti.
Das Institut erlangte nicht nur auf lokaler Ebene Bedeutung: In den folgenden Jahren beherbergte das Convitto gehörlose Menschen aus ganz Italien.
Pendola war ein Pionier der Sonderpädagogik und hinterließ auch ein bedeutendes literarisches Werk pädagogischer und didaktischer, aber auch philosophischer und religiöser Natur.
Während seines Lebens in Siena nahm Pendola regelmäßig am Leben der Contrada teil und wurde sogar „Korrektor“ (d. h. Contrada-Priester) der Tartuca.
Nach mehr als einem Jahrhundert hörte das von Pendola gegründete Institut auf, unabhängig zu existieren, da es mit anderen Instituten zur Azienda Servizi alla Persona di Siena fusionierte.

## Bibliographie
- Marino Bennati: Tommaso Pendola (1800–1883). Tra apostolato, pedagogia e impegno civile, Cantagalli, Siena 2008, ISBN 978-88-8272-442-9, S. 316, italienisch
- Marco Falorni: Senesi da ricordare. Brevi cenni sulla biografia e le opere dei principali personaggi storici senesi dalle origini ai nostri giorni, Periccioli, 1982, URL http://www.ilpalio.siena.it/Personaggi/P109.ashx, italienisch
- Angelo Gaudio, L’educazione dei sordomuti, in: La stampa pedagogica e scolastica in Italia 1820–1943, a cura di G. Chiosso, Brescia, La Scuola, 1997, pp. 291–293
- Marco Manfredi, Tommaso Pendola il Gabinetto di Giovan Pietro Vieusseux. Storia di un intenso rapporto, in "Annali di storia dell'educazione e delle istituzioni scolastiche", 2012, 19, 235–254